# نینگ‌شیا ۲۵۳۹
سیارک ۲۵۳۹ (به انگلیسی: 2539 Ningxia، نامگذاری:1964TS2) دو هزار و پانصد و سی و نهمین سیارک کشف شده‌است که در ۸ اکتبر ۱۹۶۴ کشف شد.
قدر مطلق سیارک برابر ۱۴٫۳۰ است.